# Eduard Magnus

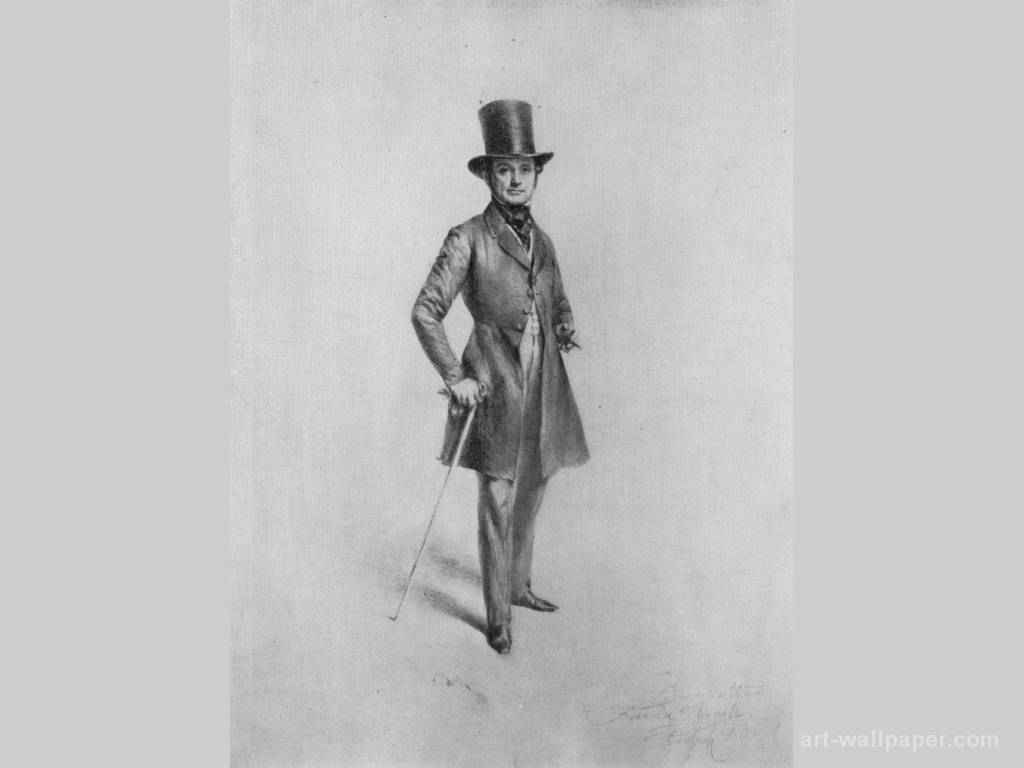
Magnus (1841), dibuix per Adolf Menzel

Eduard Magnus (7 de gener de 1799 – 8 d'agost de 1872) va ser un pintor alemany.
Era germà del científic Heinrich Gustav Magnus
Eduard Magnus nasqué a Berlínn, dins d'una família jueva. El seu pare, Johann Matthias Magnus, havia fundat la banca Magnus-Bank. Eduard estudià a la universitat de Berlín i pintura sota Jakob Schlesinger, la seva primera exposició va ser l'any 1826. Més tard viatjà a París i Itàlia tornant a Alemanya el 1829.

## Obres
A Itàlia, Magnus va fer dues pintures titulades El Retorn del Palikaren, i La Benedicció del Net, amb èxit considerable.
Magnus tingué alta reputació com pintors de retrats.
L' Edat d'Or, també va ser molt apreciada i amb reminiscències en l'obra similar de Sir Joshua Reynolds.

## Escrits
- Ueber Einrichtung und Beleuchtung von Räumen zur Aufstellung von Gemälden und Sculpturen
- Die Polychromie vom künstlerischen Standpunkte .